# Aschram

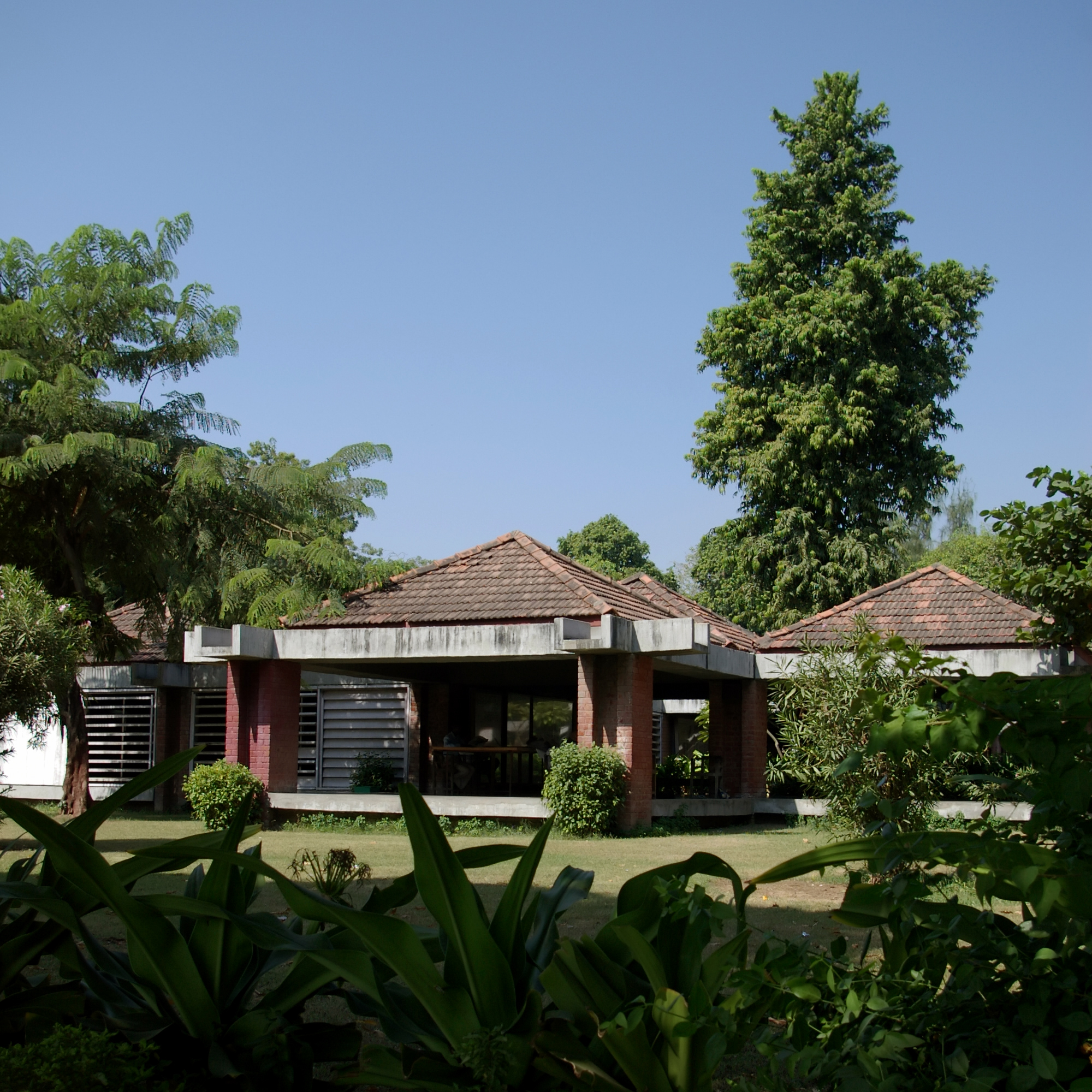
Der Sabarmati-Aschram in Ahmedabad, in dem Gandhi gelebt hat

Aschram (Schreibweise auch Ashram, nach englisch ashram) bezeichnet ursprünglich die Einsiedelei eines indischen Asketen, heute jedoch meist ein klosterähnliches Meditationszentrum in Indien oder einen Ort, an dem Anhänger einer spirituellen Lehre leben und sich unterweisen lassen.
Den spirituellen Leiter und Führer eines Aschrams nennt man Guru. Daneben gibt es noch die Yogis, die Vorträge halten, Bhajans singen, Mantras rezitieren und Gebete sprechen.

## Etymologie
Das Wort stammt aus dem Sanskrit: आश्रम (āśrama, Maskulinum oder Neutrum) ist eine Wortbildung zu śrama, das so viel bedeutet wie „Anstrengung“. Das Wort Aschram bedeutet sinngemäß „Ort der religiösen Bemühung“.
Das Wort āśrama steht im Sanskrit auch für „Stadium im Leben eines Brahmanen“. In diesem Fall lässt sich āśrama übersetzen als „Periode der religiösen Bemühung“. Die vier Lebensstadien (Aschramas) eines Brahmanen sind: der Brahmacharin (Schüler), der Grihastha (Haushalter), der Vanaprastha (sich in die Waldeinsamkeit Zurückziehender) und der Sannyasin (die Erleuchtung Suchender). In der dritten Lebensstufe lebt der Brahmane als Einsiedler im Wald und meditiert. Hieraus ergibt sich die ältere Wortbedeutung von Aschram im Sinne von „Einsiedelei eines indischen Asketen“.

## Wortgebrauch im Deutschen
Die Wortverlaufskurven beim Digitalen Wörterbuch der deutschen Sprache zeigen, dass das Wort Aschram bzw. Ashram bis 1971 in Zeitungstexten nur vereinzelt vorkam. In den Jahren 1979 bis 1981 stieg der Wortgebrauch plötzlich stark an und fiel dann schroff ab. Danach nahm das Wortvorkommen bis 2010 wieder stetig zu, abgesehen von kurzfristigen Schwankungen. Aus der Grafik geht auch hervor, dass in den meisten Jahren Ashram die häufigere Schreibweise in Zeitungstexten war.
Das erste starke Aufkommen der Wortverwendung im Zeitraum 1979 bis 1981 deutet auf einen Zusammenhang mit Berichten über den indischen Guru Chandra Mohan Jain (1931–1990) hin, der ab den 1970er Jahren Bhagwan und kurz vor seinem Tod Osho genannt wurde. Bhagwan gründete seinen ersten Ashram in Poona im Jahr 1974. Sehr bald reisten immer mehr Anhänger aus dem Westen für kürzere oder auch jahrelange Aufenthalte nach Poona und berichteten in der Heimat über ihre Erlebnisse, so auch Jörg Andrees Elten mit seinem Bestseller Ganz entspannt im Hier und Jetzt! Tagebuch über mein Leben mit Bhagwan in Poona (1979). Im Jahr 1981 zog Bhagwan in die USA um. Bei Antelope in Oregon bauten seine Anhänger in kurzer Zeit eine Stadt auf, in der rund 7000 Menschen lebten. Diese Bhagwan-Kommune ging 1985 in diversen Skandalen unter und löste sich auf.
Anhänger Bhagwans bzw. Oshos gründeten weltweit zahlreiche Meditationszentren. Inoffiziell wurden derartige Zentren wegen ihres spirituellen Bezugs zu Indien gelegentlich Ashram genannt. Dasselbe gilt für einzelne Meditations- oder Yogazentren in westlichen Ländern, die keinen Bezug zu Osho haben. Das Wort Ashram bezieht sich daher nicht mehr ausschließlich auf Meditationszentren in Indien.
Der größte Ashram in Europa ist das Yoga-Vidya-Zentrum in Bad Meinberg. Der Ashram besteht im Wesentlichen aus vier großen Hochhäusern einer ehemaligen Kurklinik. In dem Aschram lebten 2023 rund 360 Menschen.

## Bekannte Aschrams in Indien
- in Agra, der Aschram der Radhasoami Satsangis
- in Ahmedabad der Sabarmati-Aschram (auch Harijan-Aschram genannt), von 1918 bis 1930 Wohnsitz Mohandas Gandhis
- in Amritapuri, von Mata Amritanandamayi gegründet
- in Bengaluru, Internationales Zentrum der Art of Living Foundation[13]
- in Coimbatore, das Isha Yoga Center, von Sadhguru Jaggi Vasudev gegründet
- in Kurisumala (Distrikt Kottayam, Kerala), ein „christlicher Aschram“ (Abtei Kurisumala)
- in und bei Mount Abu, Rajasthan, Nordindien, das Hauptzentrum der Brahma Kumaris World Spiritual University, von Mitgliedern und Gästen Madhuban genannt[14]
- in Puducherry der Sri Aurobindo Ashram, von Aurobindo und Mira Alfassa gegründet
- in Pune (Maharashtra), von Bhagwan Shree Rajneesh gegründet
- in Rishikesh (Uttarakhand), gegründet von Maharishi Mahesh Yogi, bekannt durch den Aufenthalt der Beatles 1968
- in Tiruvannamalai der Sri Ramana Ashram, entstanden durch Ramana Maharshi
- bei Wardha im Bundesstaat Maharashtra der Sevagram-Aschram, ebenfalls von Mohandas Gandhi gegründet